# キングクリップ・ソナー
キングクリップ・ソナー（英語: Kingklip sonar、UMS 4132）は、タレス・アンダーウォーター・システムズ社が開発した中周波ソナー。主として小型・中型の水上戦闘艦に搭載される。
送信するパルスは、逆双曲周波数変調方式と連続波方式、およびその複合型を選択できる。CAPTAS可変深度ソナーと組み合わせることで統合対潜戦システムを構築することが可能である。また、対潜戦だけでなく水中障害物（魚雷・機雷など）に対する探知能力も備えており、この場合は艦首両舷90度を探知できる。

## 搭載艦艇
インドネシア海軍
- ディポネゴロ級コルベット

 サウジアラビア海軍
- アブダビ級コルベット

 南アフリカ海軍
- ヴァラー級フリゲート

 モロッコ海軍
- ターリク・ベン＝ズィヤード級コルベット